# Destination Zebra, station polaire
Pour plus de détails, voir Fiche technique et Distribution.
Destination Zebra, station polaire (Ice Station Zebra) est un film américain réalisé par John Sturges en 1968. Il est adapté du roman éponyme d'Alistair MacLean.
Le film suit le commandant d'un sous-marin atomique américain, James Ferraday, qui reçoit l'ordre des services secrets de partir pour l'Arctique avec le Soviétique passé à l'Ouest, Boris Vasselov et l'officier américain Leslie Anders. Ils doivent rallier Zebra, une base polaire britannique. Leur mission consiste à récupérer une caméra secrète et ses films. Au cours de la mission, de nombreux sabotages ont lieu qui mettent en péril le sous-marin et tout son équipage. À chaque fois, appareil et équipage sont sauvés in extremis, au prix de pertes en vies humaines.

## Synopsis
Un satellite rentre dans l'atmosphère et éjecte une capsule qui est parachutée vers l'Arctique, à environ 510 km au nord-ouest de la Station Nord, au Groenland, dans la banquise de l'océan Arctique. Un homme s'approche, guidé par une balise de guidage, tandis qu'un deuxième homme observe secrètement à proximité.
Le commandant James Ferraday, capitaine du sous-marin nucléaire d'attaque américain USS Tigerfish stationné à Holy Loch, en Écosse, reçoit l'ordre de l'amiral Garvey de sauver le personnel d'une station météorologique scientifique britannique se déplaçant avec la banquise nommée Drift Ice Station Zebra. qui est en fait une couverture pour la vraie mission.
L'agent du renseignement britannique "Mr. Jones" et un peloton de la Marine américaine rejoignent le Tigerfish à quai. Après avoir appareillé, un hélicoptère Kaman SH-2 Seasprite livre le capitaine Anders, un officier strict qui prend le commandement des Marines, et Boris Vaslov, un transfuge et espion russe, en qui Jones a confiance. Le sous-marin navigue sous l’épaisse banquise arctique mais est incapable de la percer avec sa tourelle. Ferraday ordonne un lancement de torpille pour percer un trou dans la surface. Cependant, lorsque l'écoutille intérieure des torpilles est ouverte, l'eau de mer s'engouffre dans le compartiment, provoquant un piqué du sous-marin. Le submersible n'est sauvé que peu de temps avant d'atteindre la zone critique. Après enquête, Ferraday découvre que le tube lance-torpilles a été saboté. Ferraday soupçonne Vaslov, tandis que Jones soupçonne Anders.
Après avoir détecté une zone de glace mince, le sous-marin remonte à la surface. Ferraday, Vaslov, Jones et le peloton des Marines se dirigent vers la station météorologique durant une tempête de neige. À leur arrivée, ils trouvent la base presque entièrement brûlée et les scientifiques à moitié morts d'hypothermie. Jones et Vaslov commencent à interroger les survivants sur ce qui s'est passé.
Jones révèle à Ferraday qu'il recherche une caméra britannique expérimentale avancée utilisant un film amélioré développé par les Américains. Les Soviétiques ont volé la technologie et l’ont envoyée en orbite pour photographier les emplacements des silos de missiles américains. Cependant, le satellite a également enregistré tous les sites de missiles soviétiques. Après un dysfonctionnement, il s'est écrasé près de la station de glace Zebra, dans l'Arctique. Lorsque des agents soviétiques et britanniques sont arrivés pour récupérer la capsule de film, les scientifiques ont été pris entre deux feux. Ferraday demande à son équipage de rechercher la capsule. Jones trouve un autre dispositif de localisation mais est assommé par Vaslov, qui s'avère être en réalité un agent double soviétique et un saboteur. Anders affronte Vaslov et les deux hommes se battent avant que Jones, étourdi, ne tire et ne tue le capitaine américain.
Le submersible détecte l'approche d'un avion soviétique. Ferraday laisse Vaslov utiliser le tracker pour localiser la capsule enfouie dans la glace. Une importante force de parachutistes soviétiques arrive et réclame le film. Après que Ferraday ait remis le conteneur vide, une brève fusillade se produit lorsque la tromperie est découverte. Dans la confusion, Vaslov tente de prendre le film mais est blessé par Jones. Ferraday lui ordonne de remettre le film aux Soviétiques. La cartouche est envoyée en altitude par ballon météo pour être récupérée par avion. Quelques instants avant sa prise, Ferraday active son propre détonateur, détruisant le film et refusant à chaque camp l'emplacement des silos de missiles de l'autre. Le colonel soviétique admet que sa mission et celle de Ferraday sont effectivement accomplies et s'en va.
Le submersible achève le sauvetage des civils. Un téléscripteur rapporte que la « mission humanitaire » est un exemple d'une meilleure coopération entre l'Occident et l'Union soviétique.

## Fiche technique
- Titres original : Ice Station Zebra
- Réalisation : John Sturges
- Scénario : Douglas Heyes, Harry Julian Fink (en) et W. R. Burnett, d'après le roman d'Alistair MacLean
- Musique : Michel Legrand
- Direction artistique :
- Décors :
- Costumes :
- Photographie : Daniel L. Fapp Panavision et metrocolor
- Montage : Ferris Webster
- Production : Martin Ransohoff et John Calley
- Société de production : Filmways
- Société de distribution : Metro-Goldwyn-Mayer
- Budget :
- Pays de production :  États-Unis
- Langue originale : anglais
- Format : Panavision  Metrocolor
- Genre :
- Durée :
- Dates de sortie :
  - États-Unis : 23 octobre 1968
  - France : 4 septembre 1969
- Classification :

## Distribution
- Rock Hudson (VF : Jean-Claude Michel) : James Ferraday
- Patrick McGoohan (VF : Jacques Thébault) : David Jones
- Ernest Borgnine (V.F : André Valmy) : Boris Vaslov
- Jim Brown (VF : Sady Rebbot) : Le capitaine Leslie Anders
- Tony Bill : Le lieutenant Russel Walker
- Lloyd Nolan (VF : Gérard Férat) : Garvey
- Ted Hartley (en) (VF : Hubert Noël) : Le lieutenant Jonathan Hansen
- Gerald S. O'Loughlin (en) (VF : Michel Gudin) : Le lieutenant Bob Raebum
- Lee Stanley (VF : Jacques Ferrière) : Le lieutenant Martin Mitgang
- Sherwood Price (VF : Jacques Richard) : Le lieutenant Edgar « Ed » Hackett
- Boyd Berlind (VF : Jacques Bernard) : Bruce Kentner
- Alf Kjellin (VF : Igor de Savitch) : Le colonel Ostrovsky
- Murray Rose : Le lieutenant Georges Mills
- Ron Masak : Paul Zabrinczski

## Différentes versions et éditions en vidéo
États-Unis :
- DVD : Le film est sorti en DVD Keep Case en Zone 1 le 11 janvier 2005 chez Warner Home Vidéo au ratio 2.20:1 panoramique 16/9 en version française 2.0 Mono et anglaise 5.1 avec sous-titres français, anglais et espagnols. En bonus la bande annonce originale du film ainsi que de quatre autres longs métrages de Warner ainsi qu'un documentaire sur la fabrication du film. Il est toutes zones. La durée du métrage est de 151 minutes [1]

- Blu-ray : Le film est sorti en Blu-ray Region Free le 9 octobre 2012 avec les mêmes bonus que la précédente édition DVD. Le ratio image ainsi que l'audio sont identiques mais au format haute définition 1080p [2].